# U 3 (тип підводних човнів Німеччини)
| SM U-3                     | | |
|                            | | |
| Човен U 3                  | | |
| Під прапором               | Німецька імперія | Німецька імперія |
| Спуск на воду              | 1909 (2 човни) | 1909 (2 човни) |
| Виведений зі складу флоту  | 1918-1919 | 1918-1919 |
| Сучасний статус            | 1 затонув, 1 утилізований | 1 затонув, 1 утилізований |
| Проєкт                     | | |
| Тип ПЧ                     | Дизельний ПЧ | Дизельний ПЧ |
| Розробник проєкту          | Kaiserliche Werft Danzig, Данціґ                                                                                                   | Kaiserliche Werft Danzig, Данціґ                                                                                                   |
| Вартість                   | 1629000 марок | 1629000 марок |
| Основні характеристики     | | |
| Швидкість (надводна)       | 13,2 вузлів (24,4 км/год) | 13,2 вузлів (24,4 км/год) |
| Швидкість (підводна)       | 9 вузлів (17 км/год) | 9 вузлів (17 км/год) |
| Робоча глибина занурення   | 30 м | 30 м |
| Гранична глибина занурення | 50 м | 50 м |
| Автономність плавання      | 10 діб, 1800 морських миль (3300 км) при швидкості 22 км/год , в підводному положенні — 50 м.миль (93 км) при швидкості 9,3 км/год | 10 діб, 1800 морських миль (3300 км) при швидкості 22 км/год , в підводному положенні — 50 м.миль (93 км) при швидкості 9,3 км/год |
| Екіпаж                     | 21 особа (3 офіцери) | 21 особа (3 офіцери) |
| Розміри                    | | |
| Довжина найбільша (по КВЛ) | 51,28 м | 51,28 м |
| Ширина корпусу найб.       | 5,6 м | 5,6 м |
| Середня осадка (по КВЛ)    | 3,05 м | 3,05 м |
| Водотоннажність надводна   | 414 (421) т | 414 (421) т |
| Озброєння                  | | |
| Артилерія                  | 1х 2” (45-мм) палубна гармата SK L/40                                                                                              | 1х 2” (45-мм) палубна гармата SK L/40                                                                                              |
| Торпедно- мінне озброєння  | 2 носових і 2 кормових ТА калібру 18” (450-мм). 6 торпед                                                                           | 2 носових і 2 кормових ТА калібру 18” (450-мм). 6 торпед                                                                           |
| Зображення на Вікісховищі  | | |

 U 3 (тип підводних човнів Німеччини)   - 2 німецькі підводні човни замовлені для ВМФ Німецької імперії.  Замовлені 13 серпня 1907 року.
В часи  Першої світової війни один з них, SM U-3, використовувався  як навчальний, а другий, SM U-3, був одним з 329 підводних човнів Німецької імперії, котрий брав участь у бойових діях.
Цей тип підводних човнів був продовженням вдосконалення човна типу  U 2. Відрізнявся більшим тоннажем, більшою довжиною, потужнішими електродвигунами, потужнішим і покращеним озброєнням (була вперше додана палубна 45-мм гармата), на них була збільшена дальність ходу за рахунок збільшення паливних цистерн.

## Представники
| Назва  | Завод                    | Закладений | Спущений на воду | Переданий флоту | Виведений з флоту                        | Утилізований            |
| ------ | ------------------------ | ---------- | ---------------- | --------------- | ---------------------------------------- | ----------------------- |
| SM U-3 | Kaiserliche Werft Danzig |            | 27.03.1909       | 29.05.1909      | 1.12.1918, затонув під час буксирування. |                         |
| SM U-4 | Kaiserliche Werft Danzig |            | 18.05.1909       | 1.07.1909       | 27.01.1919                               | проданий на металобрухт |